# Psi1 Aquarii
Psi¹ Aquarii (ψ¹ Aqr, 91 Aqr) – gwiazda w gwiazdozbiorze Wodnika. Znajduje się około 150 lat świetlnych od Słońca.

## Charakterystyka
Psi¹ Aqr jest gwiazdą potrójną. Główny składnik (A) jest pomarańczowym olbrzymem o typie widmowym K0, o temperaturze około 4665 kelwinów. Wokół tej gwiazdy krąży planeta, gazowy olbrzym o oznaczeniu 91 Aquarii b. Ma ona masę minimalną równą około 3,2 MJ, okrąża gwiazdę w odległości 0,7 au; została odkryta w 2003 roku.
Olbrzyma i towarzyszącą mu planetę okrąża po odległej orbicie gwiazda podwójna złożona z dwóch pomarańczowych karłów (ψ¹ Aqr BC), są to gwiazdy typu widmowego K3. Karły te co 84 lata okrążają wspólny środek masy po ekscentrycznych orbitach, odległość między nimi zmienia się od 12 do 31 au. Gwiazdy te dzieli od składnika A i jego planety odległość ponad 2300 au, obieg zajmuje około 65 tysięcy lat.
Gwiazdy Psi² Aquarii i Psi³ Aquarii znajdują się na niebie blisko Psi¹ Aqr, ale są odległe w przestrzeni i niezwiązane.